# Stan și Bran

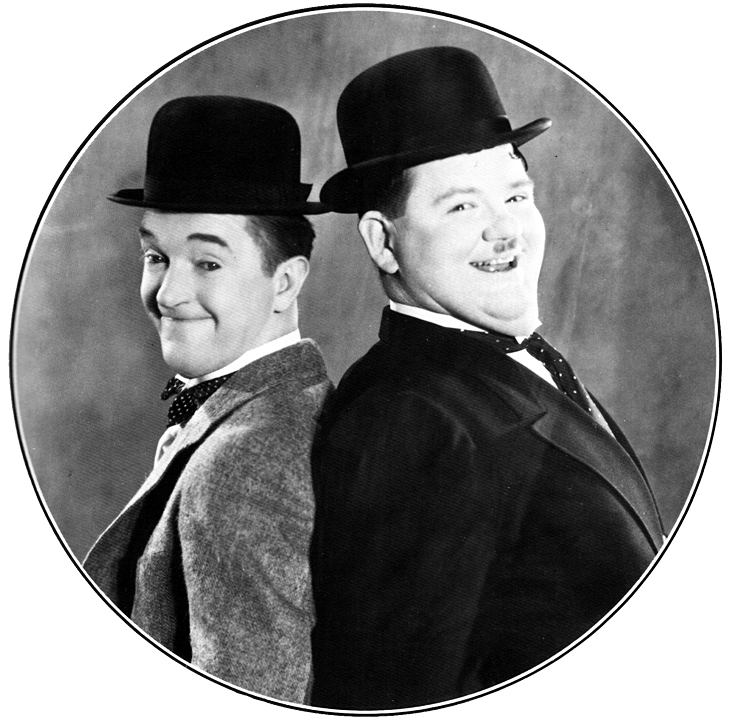
Stan și Bran - fotografie publicitară

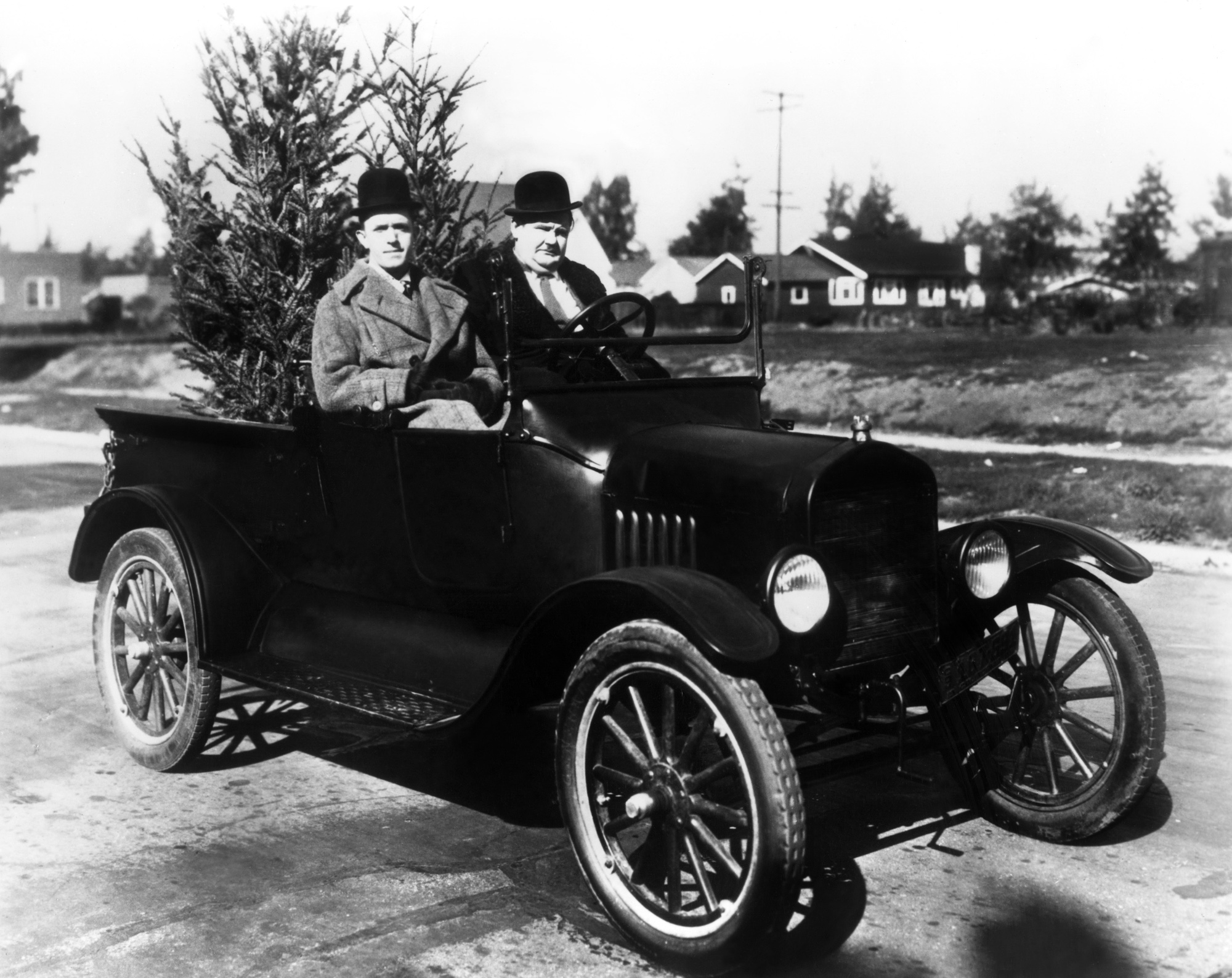
Stan și Bran în filmul Big Business

Stan Laurel și Oliver Hardy, cunoscuți în România ca „Stan și Bran”, au alcătuit un celebru cuplu comic din anii '20–'50 ai secolului al secolul XX-lea în cinematografia americană.

## Date generale
Cuplul era format din actorii Stanley Laurel (Stan) și Oliver Hardy - numit de către români Bran.
Au activat în anii 1920-1950. Stan Laurel a murit în 1965, iar Oliver Hardy în 1957.